# Jeltsin-Centrum
Het Jeltsin-Centrum is een onderzoekscentrum en museum in de Russische stad Jekaterinenburg, dat volledig gewijd is aan de Russische president Boris Jeltsin. Het museum werd op 25 november 2015 in het bijzijn van de Russische president Vladimir Poetin en premier Dmitri Medvedev geopend.
Onderdeel van het Centrum is het Boris Jeltsin Museum, dat aan de hand van 9 verschillende kamers de geschiedenis van Jeltsins presidentschap laat zien. Iedere kamer symboliseert een periode uit zijn leven.
In 2017 won het museum de Kenneth Hudson Award, een prijs voor het meest innovatieve museum van Europa.
2010 Museum voor anticonceptie en abortus  Oostenrijk · 
2011 Museum voor verbroken relaties  Kroatië · 
2012 Glasnevin Cemetery  Ierland ·
2013 Museum van Batalha  Portugal ·
2014 Jānis Lipke-museum  Letland ·
2015 Internationaal Rode Kruis en Rode Halvemaan Museum  Zwitserland ·
2016 Micropia  Nederland ·
2017 Boris Jeltsin-museum  Rusland · 
2018 Nationaal Museum van Estland  Estland · 
2019 Weltmuseum Wien  Oostenrijk · 
2020 Haus der Geschichte Österreich  Oostenrijk · 
2021 CosmoCaixa  Spanje · 
2022 Wayne Modest, Nanette Snoep, Laura van Broekhoven & Leontine Meijer-van Mensch · 
2023 23,5 Hrant Dink Site of Memory   Turkije